# ピエル・フランチェスコ・モーラ
ピエル・フランチェスコ・モーラ（Pier Francesco Mola、1612年2月9日（洗礼日）- 1666年5月13日）は、スイス生まれの17世紀イタリアの画家である。

## 略歴
現在のスイスのティチーノ州のコルドレリオ(Coldrerio)で、建築家の息子に生まれた。4歳になった1616年に、家族とローマに移った。ローマで画家、ジュゼッペ・チェーザリ(1568-1640)の弟子になった 。初期の活動についてはほとんど知られていないが、1633年から父親とヴェネツィアやボローニャで働き、画家として修行した。1637年にルッカ出身の版画家のピエトロ・テスタ(Pietro Testa: 1611–1650)と親しかった。1641年に故郷の神学校(Oratorio Madonna del Carmelo)の壁画を描いた ボローニャでフランチェスコ・アルバーニの助手としても働いた。
1647年からはローマで働き、1651年から1652年はローマ教皇インノケンティウス10世の甥の枢機卿カミッロ・パンフィーリ (Camillo Francesco Maria Pamphilj)の一族のネットゥーノの邸宅の装飾の仕事をした。ヴァルモントーネのドーリア・パンフィーリ宮殿(Palazzo Doria Pamphilj)の装飾の仕事にも加わったが1659年に依頼主と裁判になり、1664年に敗訴して仕事を失った。
1655年にアカデミア・ディ・サン・ルカの会員となり、1662年と1663年にはアカデミアの一年任期の会長に選ばれた。
1655年にローマ教皇になったアレクサンデル7世から注文を受けて1656年にローマのクイリナーレ宮殿に描いた壁画でも知られている。
1666年5月にローマで没した。

## 作品

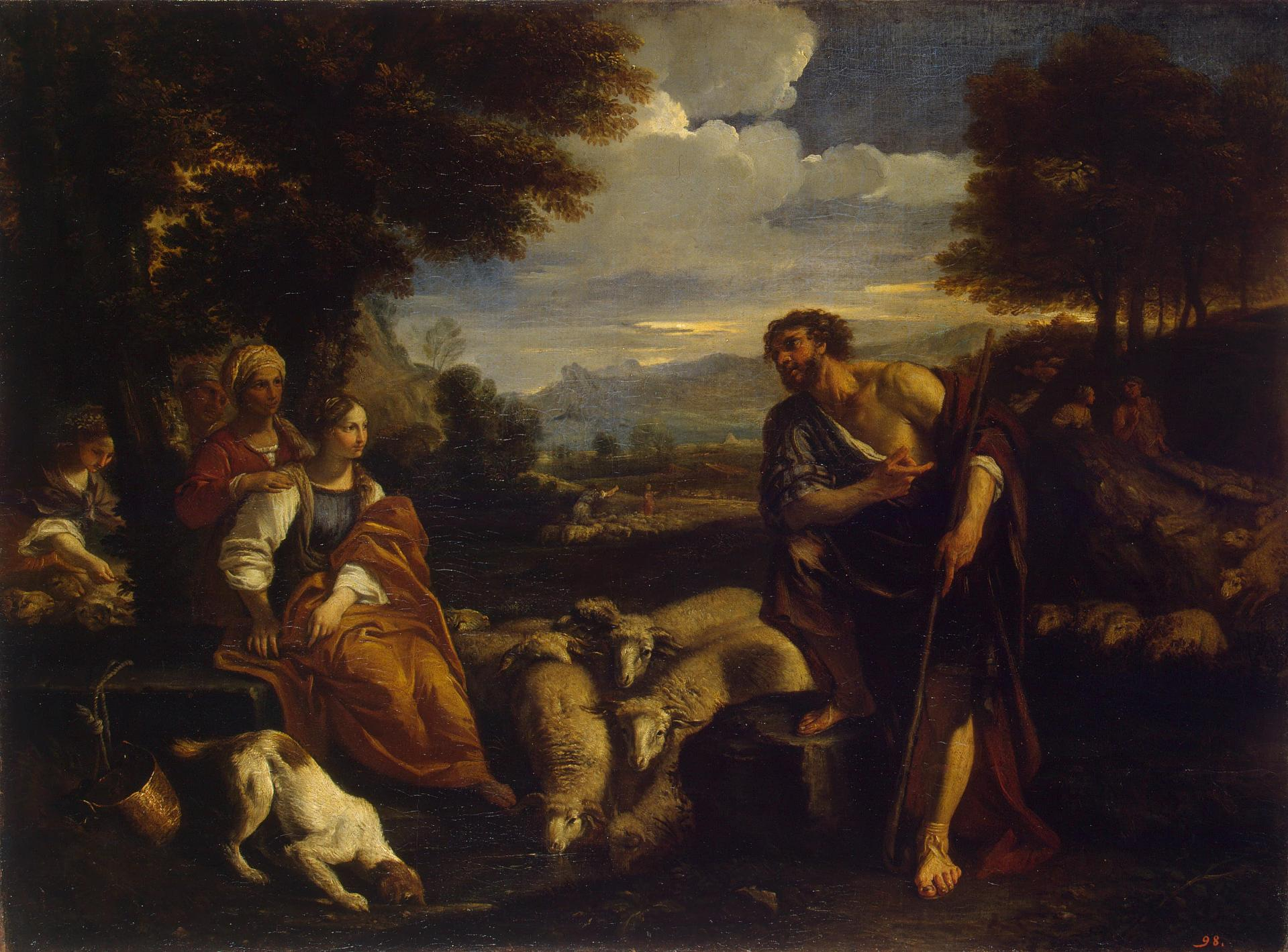
ヤコブとラケルの出会い
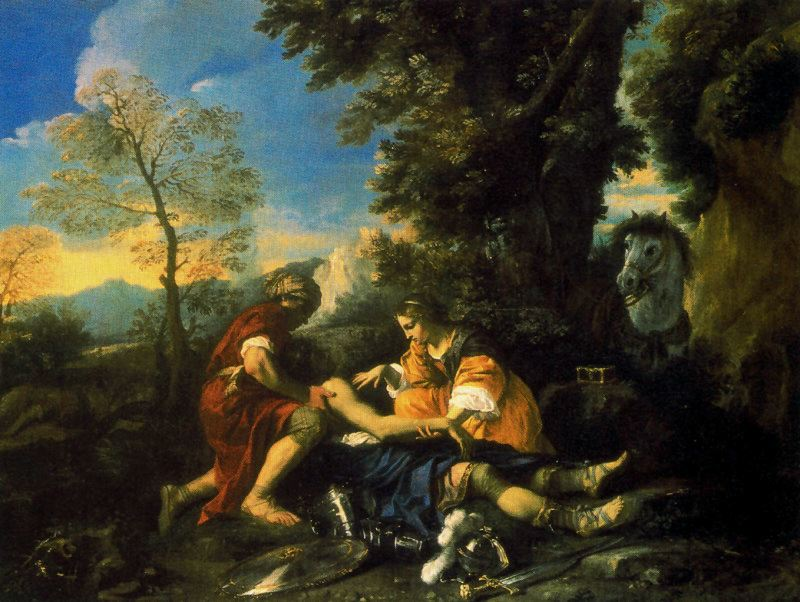
エルサレム解放を題材にたした作品 (1650s) ルーブル美術館
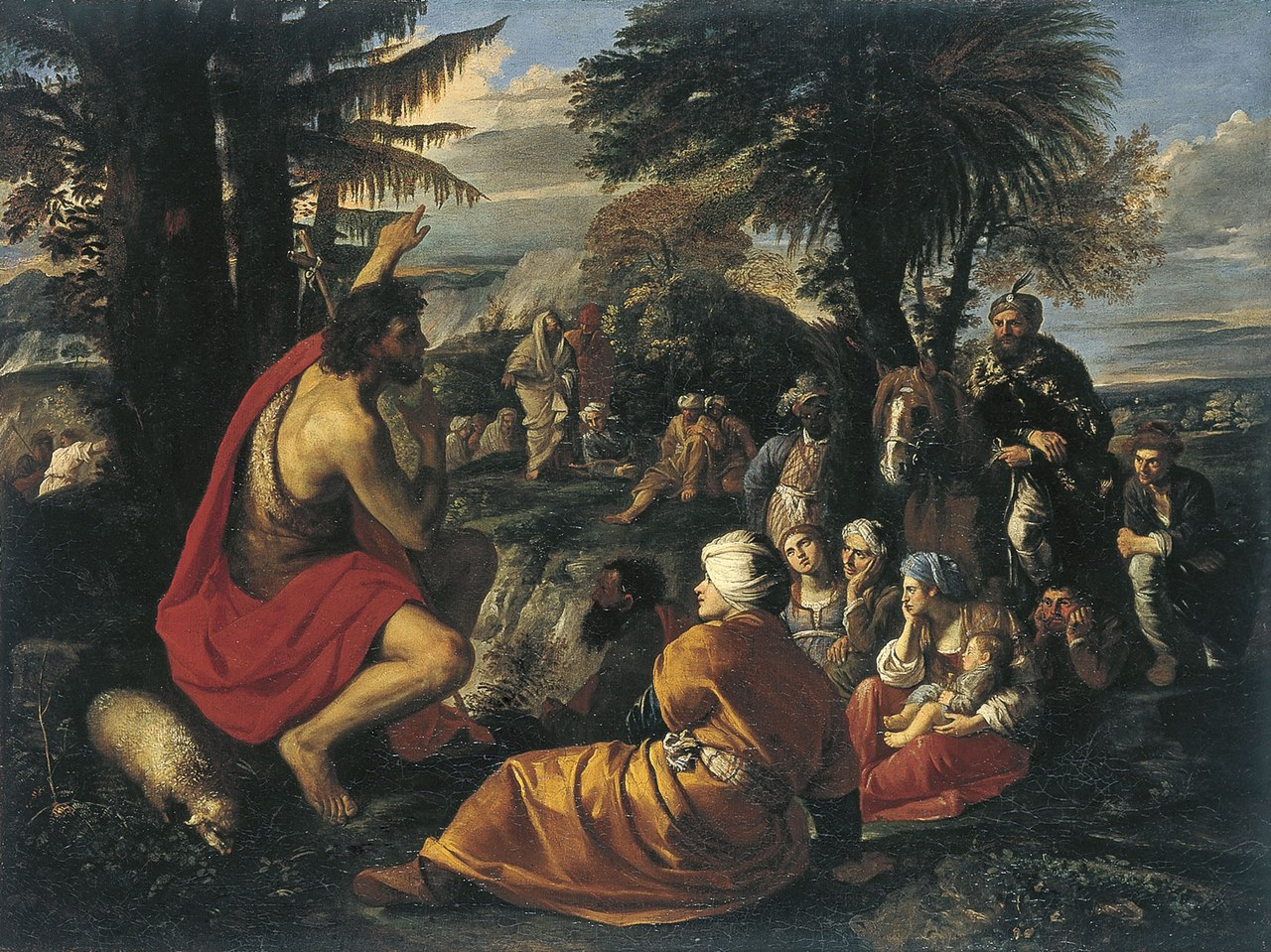
洗礼者聖ヨハネの説教 (1650/1655)

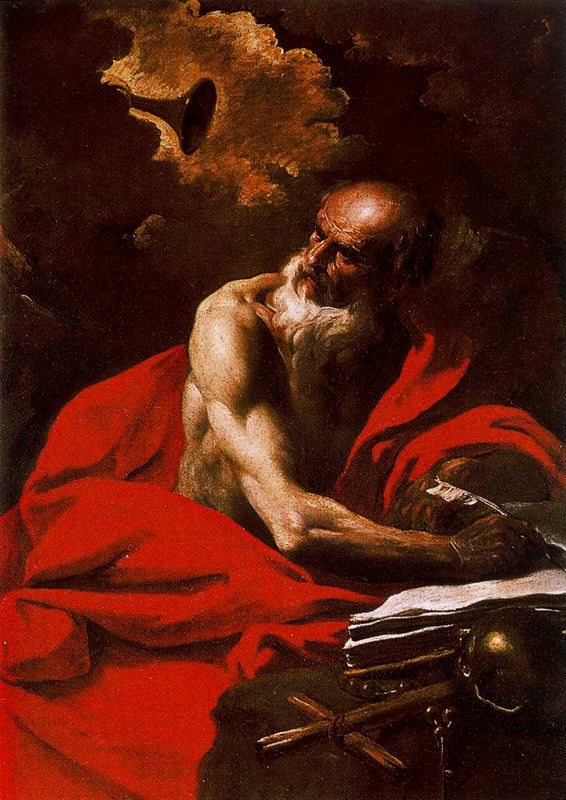
聖ヒエロニムス Pinacoteca vaticana
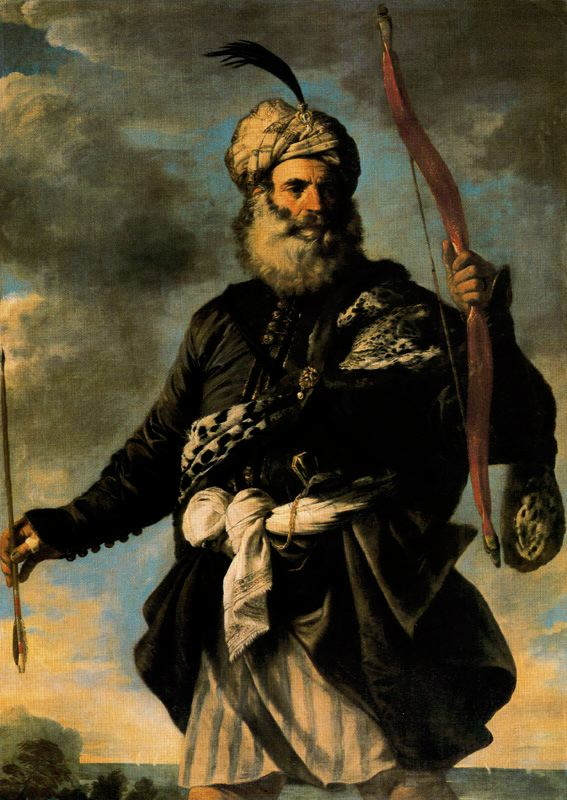
バルバリア海賊 (1650) ルーブル美術館
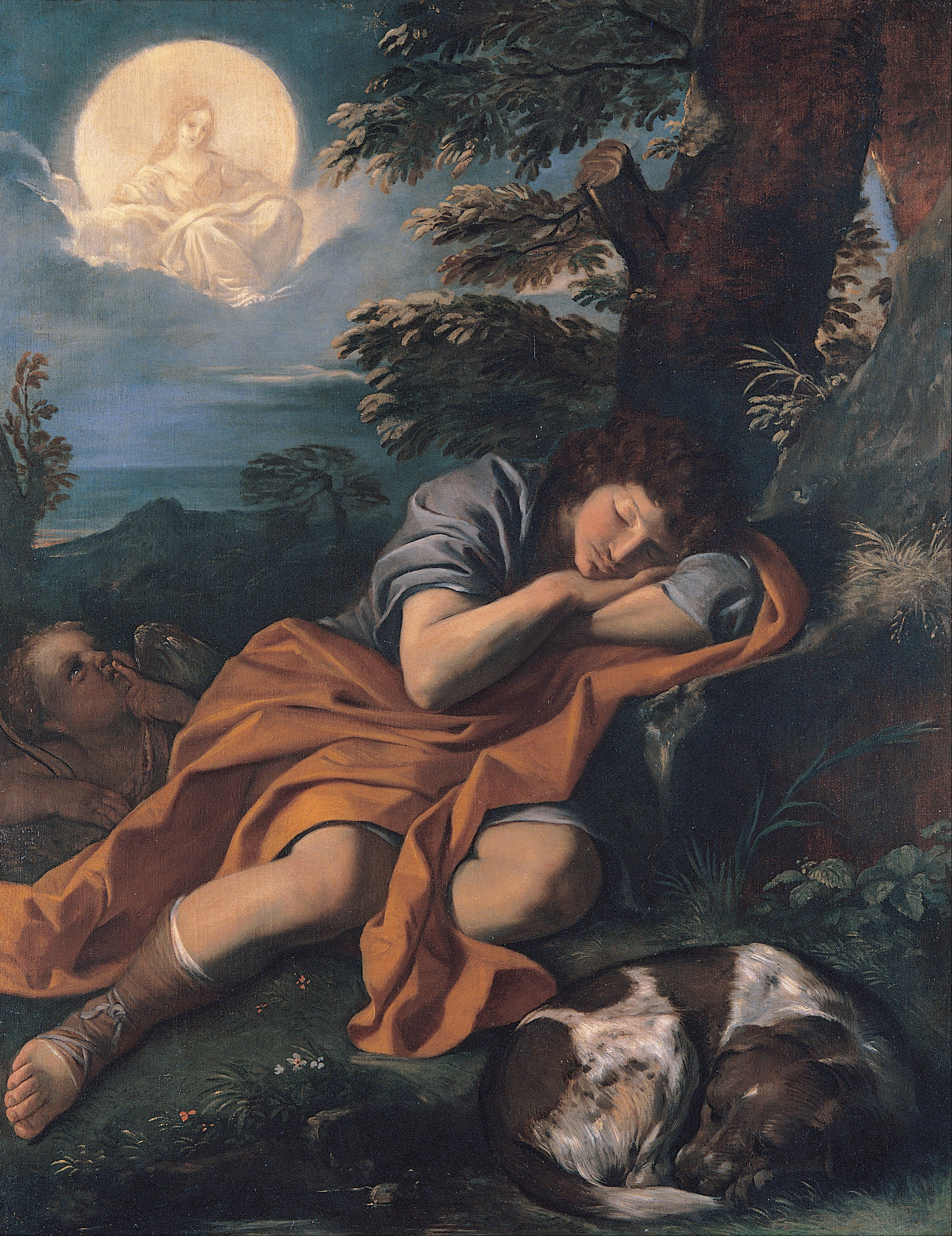
ダイアナとエンディミオン
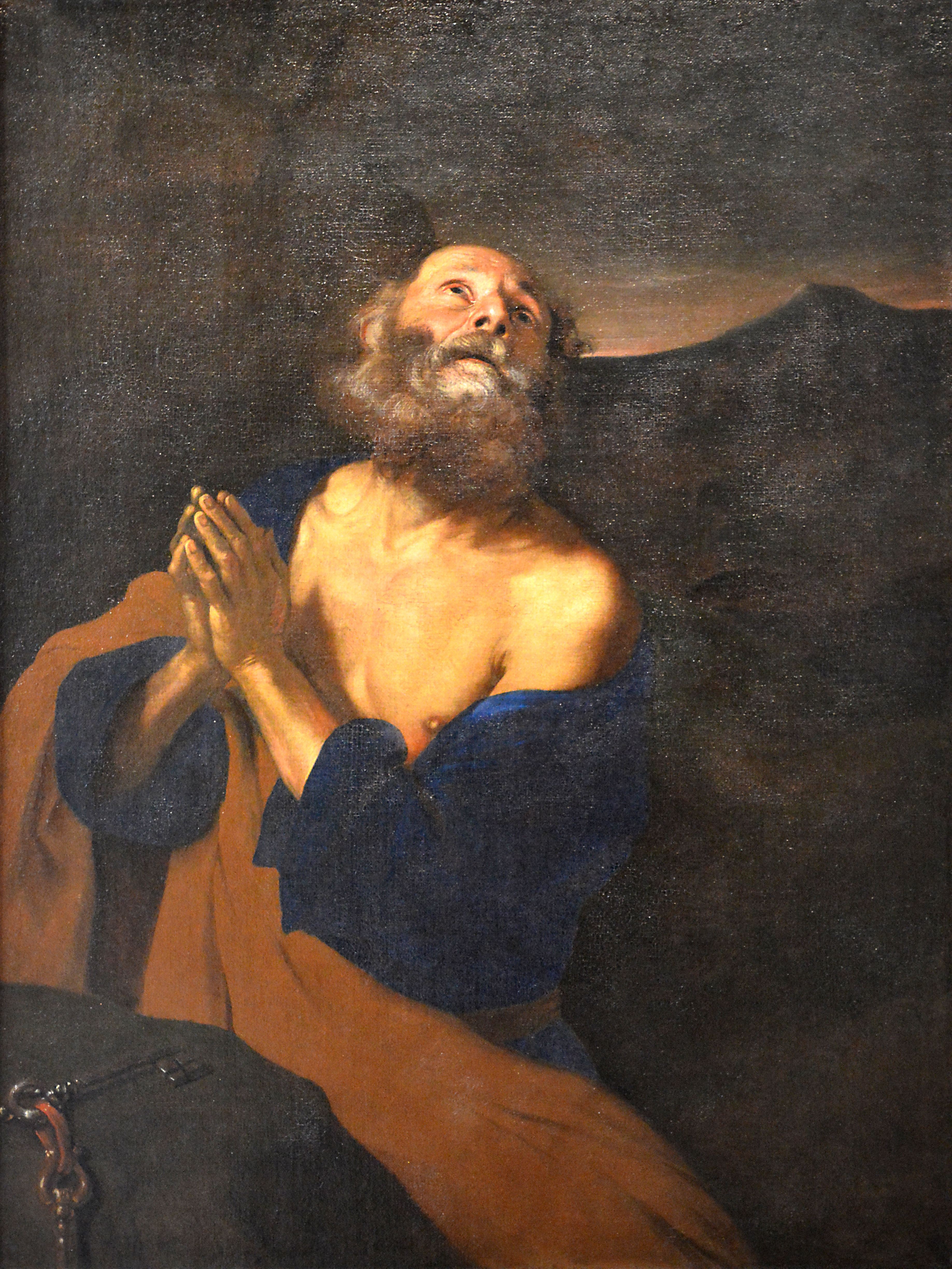
祈りの聖ペテロ